# Високе-Перші
Високе-Перші (пол. Wysokie Pierwsze) — село в Польщі, у гміні Скербешів Замойського повіту Люблінського воєводства.
Населення — 131 особа (2011).
У 1975-1998 роках село належало до Замойського воєводства.

## Демографія
Демографічна структура станом на 31 березня 2011 року:
|          | Загалом | Допрацездатний вік | Працездатний вік | Постпрацездатний вік |
| -------- | ------- | ------------------ | ---------------- | -------------------- |
| Чоловіки | 67      | 11                 | 46               | 10                   |
| Жінки    | 64      | 12                 | 32               | 20                   |
| Разом    | 131     | 23                 | 78               | 30                   |